# 96206 Eschenberg
96206 Eschenberg este o planetă minoră (asteroid), cu un diametru de 5,581 km, din centura de asteroizi. A fost descoperită pe 24 septembrie 1992 la Tautenburg de Freimut Börngen și a fost numită după Sternwarte Eschenberg⁠(d). 
Obiectul prezintă o orbită caracterizată de o semiaxă mare de 3,0655200462426 UAi, o excentricitate de 0,15, o înclinație de 3,5 ° în raport cu ecliptica.